# Kanton Cadours
Cadours is een voormalig kanton van het Franse departement Haute-Garonne. Het kanton maakte deel uit van het arrondissement Toulouse. Het werd opgeheven bij decreet van 13 februari 2014 met uitwerking op 22 maart 2015.

## Gemeenten
Het kanton Cadours omvatte de volgende gemeenten:
- Bellegarde-Sainte-Marie
- Bellesserre
- Brignemont
- Cabanac-Séguenville
- Cadours (hoofdplaats)
- Le Castéra
- Caubiac
- Cox
- Drudas
- Garac
- Le Grès
- Lagraulet-Saint-Nicolas
- Laréole
- Pelleport
- Puysségur
- Vignaux